# Liesbeth van Heenvliet
Liesbeth van Heenvliet (geboren 6. Januar 1403; gestorben 11. November 1452 in Diepenveen) war eine niederländische Ordensfrau im Kloster Diepenveen.

## Leben
Liesbeth van Heenvliet wurde am 6. Januar 1403 geboren. Sie war das zweite Kind der adeligen Familie von Johan van Heenvliet (gest. 1429) und Heijlwich van Borsele (gest. vóór 1426). Benannt wurde sie nach der Heiligen Elisabeth von Thüringen, mit der ihr Vater verwandt war. Laut ihrer Vita im Schwesternbuch von Diepenveen war Liesbeth van Heenvliet bei der Geburt blind, konnte aber dank der unablässigen Gebete ihrer Mutter am dritten Tag ihres Lebens sehen. Sie blieb lange Zeit schwach und kränklich.
Als ihre Mutter im September 1412 zur Profess der Nichte ihres Mannes Katharina van Naaldwijk mit deren jüngeren Schwester Griete van Naaldwijk in das Frauenkloster der Devotio moderna in Diepenveen unter der Führung der Priorin Salome Sticken reiste, bestand Liesbeth van Heenvliet gegen den Wunsch ihres Vaters darauf, sie zu begleiten. Unterwegs wurde sie krank, doch sie bestand weiterhin darauf, nach Diepenveen zu reisen. Dort angekommen blieb sie gegen den Wunsch ihrer Eltern, die verzweifelt versuchten sie dort herauszuholen, im Kloster. Die Herausforderungen des Klosterlebens waren nicht leicht für sie, im Schwesternbuch ist verzeichnet, dass sie zunächst lernen musste still zu sitzen und es war ihr verboten zu sprechen. Sie befolgte dieses Verbot so strikt, dass sie, als sie sich einmal übergeben musste, in nachahmendem Latein rief: „Soror, spybus beckelus“.
Am 14. Mai 1416 wurde die vierzehnjährige Liesbeth zusammen mit siebzehn anderen Schwestern, darunter ihre Cousine Armgert van Lisse, eingekleidet. Sie zeichnete sich durch Tugenden wie Bescheidenheit, Gehorsam und Nächstenliebe aus. Als es den Schwestern erlaubt wurde, Handarbeiten zu verrichten, arbeitete sie weiter in der Hauswirtschaft mit Backen, Brauen und Wolle kämmen, obwohl ihr Gesundheitszustand schlecht war. Als sie bettlägerig wurde, bestickte sie die Priestergewänder und fertigte eine Krone für die Marienstatue an, die an Feiertagen aufgestellt wurde. Sie sorgte außerdem für die Vergoldung der Statue und den Kauf eines bemalten Reliquiars. Durch ihr Wirken gelangte das Kloster auch in den Besitz einer Reliquie der Heiligen Anna, der legendären Mutter Mariens.
Am 11. November 1452 starb Liesbeth van Heenvliet nach kurzer Krankheit im Beisein aller Schwestern an der Pest. Sie wurde im Grab ihrer Cousinen Katharina und Griete van Naaldwijk beigesetzt.